# 11363 Vives
11363 Vives là một tiểu hành tinh vành đai chính với chu kỳ quỹ đạo là 1163.0723746 ngày (3.18 năm).
Nó được phát hiện ngày 1 tháng 3 năm 1998.